# Manuel Pérez Brunicardi
Manuel „Manu“ Pérez Brunicardi (* 22. August 1978 in Segovia) ist ein spanischer Skibergsteiger.

## Biografie
Pérez begann 1995 mit dem Skibergsteigen und bestritt im Jahr 1996 seinen ersten Wettkampf. Seit 1999 ist er Mitglied der spanischen Nationalmannschaft Skibergsteigen. Von 2002 bis 2006 holte er fünfmal in Folge den Spanischen Meistertitel im Skibergsteigen. 2003 stand er im internationalen Ranking des International Council for Ski Mountaineering Competitions (ISMC) auf Platz 2. Er ist „High Level-Athlet“ des Hohen Sportrates (Consejo Superior de Deportes) der spanischen Regierung (Nr. 70.241.363 - Moñana y Escalada).

## Erfolge
- 2001:
  - 2. Platz der Junioren bei der Europameisterschaft Skibergsteigen Team (mit Nacho Morales)
  - 4. Platz der Junioren bei der Europameisterschaft Skibergsteigen Einzel
  - 9. Platz bei der Europameisterschaft Skibergsteigen Einzel

- 2002:
  - 1. Spanische Meisterschaft Skibergsteigen Einzel
  - 1. Platz Spanien-Cup
  - 1. Platz bei der Spanischen Meisterschaft Team (mit Jordi Bes Ginesta)

- 2003:
  - 1. Spanische Meisterschaft Skibergsteigen Einzel
  - 1. Platz Spanien-Cup
  - 1. Platz bei der Spanischen Meisterschaft Team (mit Jordi Bes Ginesta)
  - 6. Platz bei der Europameisterschaft Skibergsteigen Staffel mit Javier Martín de Villa, Germán Cerezo Alonso und Fernando Navarro Aznar
  - 7. Platz bei der Europameisterschaft Skibergsteigen Team (mit Jordi Bes Ginesta)
  - 7. Platz bei der Europameisterschaft Vertical Race
  - 8. Platz bei der Europameisterschaft Skibergsteigen Einzel

- 2004:
  - 1. Spanische Meisterschaft Skibergsteigen Einzel
  - 4. Platz bei der Weltmeisterschaft Skibergsteigen Staffel (mit Agustí Roc Amador, Javier Martín de Villa und Dani León)
  - 7. Platz bei der Weltmeisterschaft Vertical Race

- 2005:
  - 1. Spanische Meisterschaft Skibergsteigen Einzel
  - 1. Platz Spanien-Cup
  - 2. Spanische Meisterschaft Vertical Race
  - 6. Platz Weltcup, Salt Lake City
  - 7. Platz bei der Europameisterschaft Vertical Race
  - 9. Platz bei der Europameisterschaft Skibergsteigen Einzel
  - 10. Platz Weltcup Team (mit Javier Martín de Villa)

- 2006:
  - 1. Spanische Meisterschaft Skibergsteigen Einzel
  - 1. Spanische Meisterschaft Skibergsteigen Team
  - 1. Platz Spanien-Cup
  - 2. Spanische Meisterschaft Vertical Race
  - 6. Platz Weltmeisterschaft Skibergsteigen Staffel (mit Javier Martín de Villa, Federico Galera Diéz und Agustí Roc Amador)

- 2007:
  - 3. Platz bei der Europameisterschaft Vertical Race
  - 4. Platz bei der Europameisterschaft Skibergsteigen Staffel (mit Javier Martín de Villa, Agustí Roc Amador und Marc Solá Pastoret)
  - 10. Platz bei der Europameisterschaft Skibergsteigen Team mit Jordi Bes Ginesta
  - 10. Platz Europameisterschaft Skibergsteigen Kombinationswertung

- 2008:
  - 3. Platz Weltmeisterschaft Skibergsteigen Staffel (mit Javier Martín de Villa, Marc Solá Pastoret, Kílian Jornet Burgadá)